# 6575 Славов
6575 Славов (6575 Slavov) — астероїд головного поясу, відкритий 8 серпня 1978 року.
Тіссеранів параметр щодо Юпітера — 3,190.